# La France enchaînée

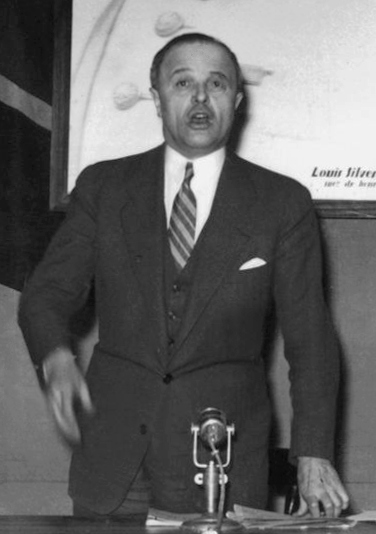
Louis Darquier de Pellepoix.

La France enchaînée est un journal antisémite français qui était l'organe de presse du Rassemblement antijuif de France, son directeur étant Louis Darquier de Pellepoix, connu surtout comme Commissaire général aux questions juives du régime de Vichy.

## Description
Le journal a été fondé en 1937 sous le titre L'Antijuif, et a pris le nom la France enchaînée en février 1938. Tout comme le parti auquel il était lié, ce journal était largement financé, de façon illégale, par l'Allemagne nazie, ce qui était déjà de notoriété publique à l'époque. Selon la police, le journal était tiré à 40 000 exemplaires en juillet 1939, distribués gratuitement pour l'essentiel. L'ouvrage antisémite Les Protocoles des Sages de Sion était offert à tout nouvel abonné.
Parmi les auteurs ayant contribué à ce journal, on trouve Urbain Gohier, Pierre Gérard, Fernand Querrioux, René Saint-Serge,.
En juillet 1939, Louis Darquier de Pellepoix est condamné à trois mois de prison et 500 francs pour un article du 31 mai 1939 dans la France enchaînée. Pierre Gérard est également condamné à un mois de prison et 500 francs d'amende pour un article du 15 juin 1939. Le président de la 12e chambre du tribunal correctionnel de la Seine déclara : « Vos articles témoignent d'un esprit très net d'excitation. Vous vous réclamez de sentiments patriotiques. Mais ne pensez-vous pas que le moment est mal choisi pour instaurer une pareille polémique, alors que dans un intérêt supérieur on ne doit rien faire qui tende à diviser les Français ? ».

## Exemples de unes

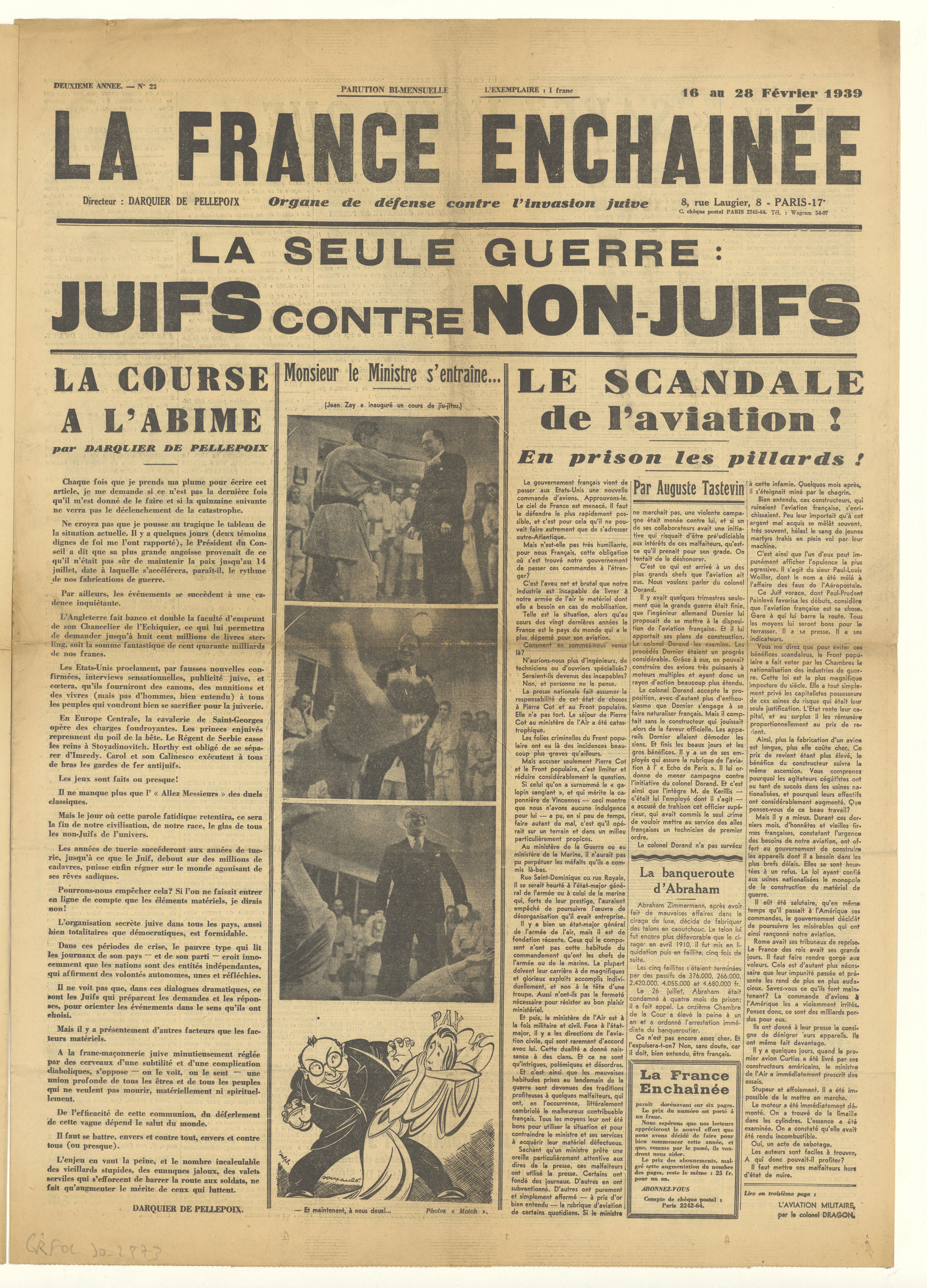
« La seule guerre : juifs contre non-juifs »
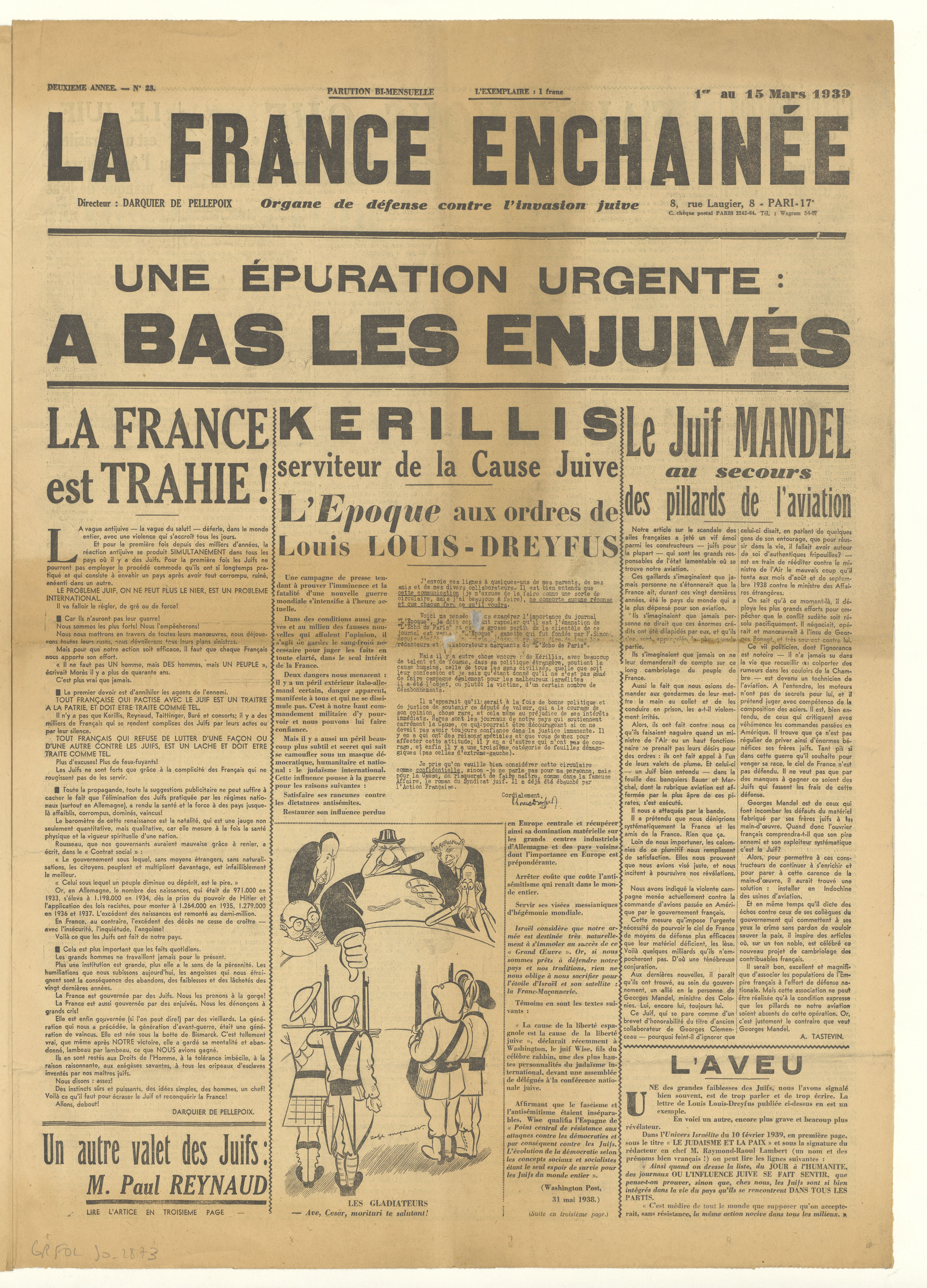
« Une épuration urgente : à bas les enjuivés »
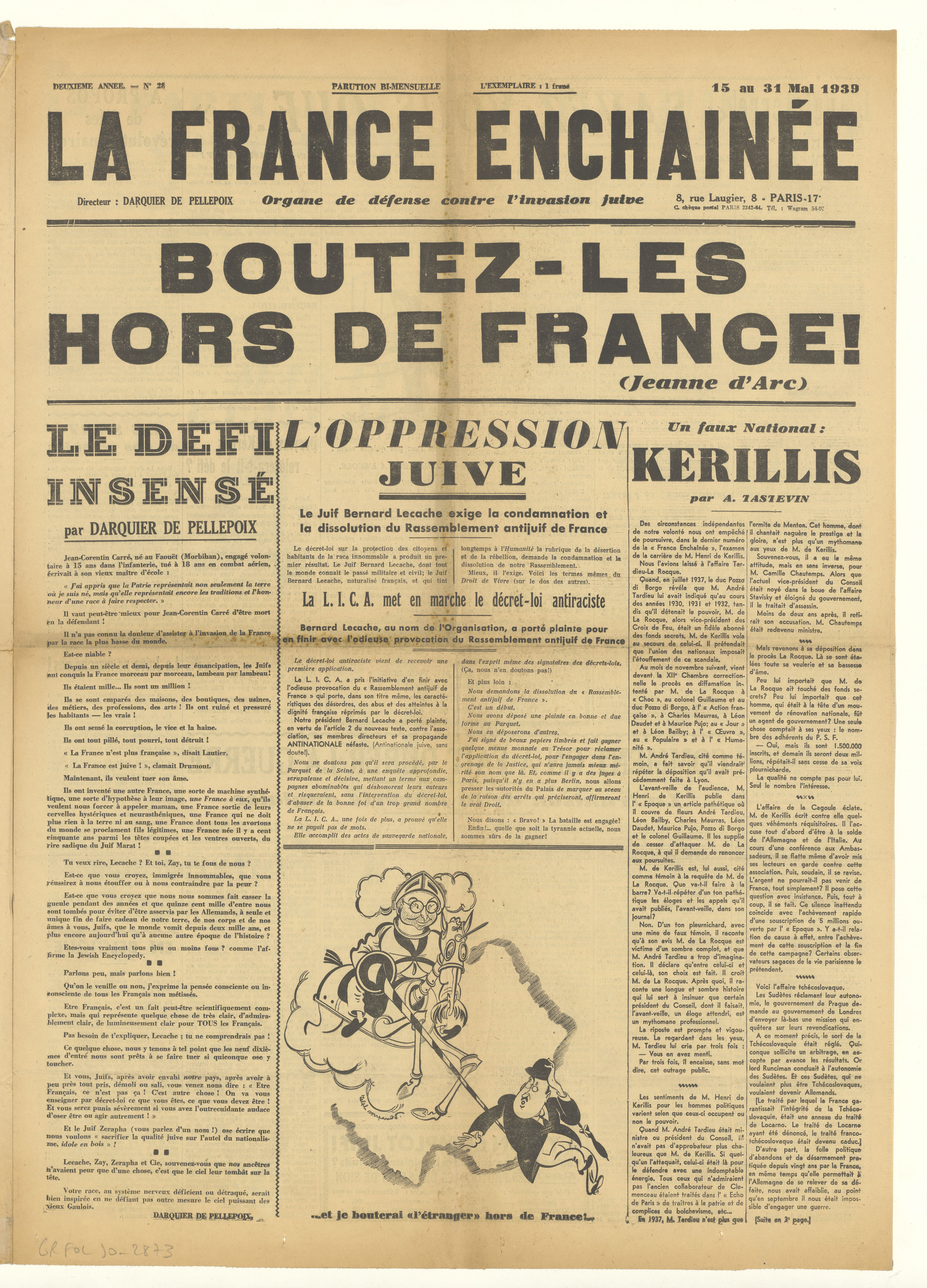
« Boutez-les hors de France ! »
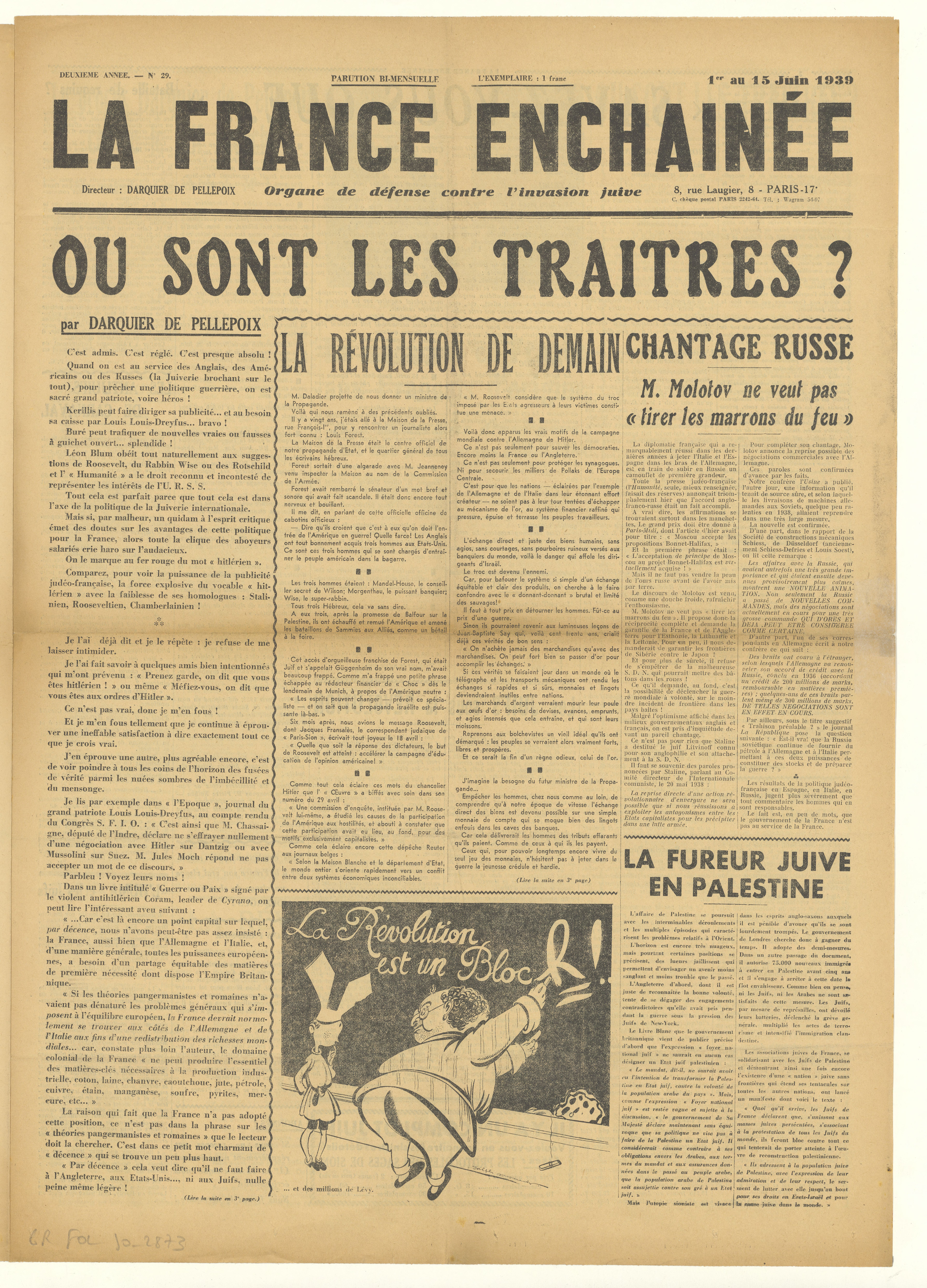
« Où sont les traîtres ? »